# Grand Prix Formule 1 van Turkije
De Grand Prix van Turkije (Turks: Türkiye Grand Prix) is een van de Formule 1-wedstrijden. Deze Grand Prix werd voor het eerst op 21 augustus 2005 gereden gehouden op het circuit Istanbul Park.
Bocht 8 is een van de moeilijkste bochten op het circuit. Tijdens de Grand Prix van 2005 raakte Juan Pablo Montoya hier in de problemen met nog maar twee ronden te gaan.
Felipe Massa behaalde drie overwinningen op het circuit en is daarmee recordhouder.
Van 2012 tot 2019 stond de Grand Prix van Turkije niet op de Formule 1-kalender. In 2020 keerde de Formule 1 terug in het land op hetzelfde circuit.

## Winnaars van de Grands Prix

### Coureurs
| Jaar        | Coureur                   | Constructeur              | Locatie                   | Verslag                   |
| ----------- | ------------------------- | ------------------------- | ------------------------- | ------------------------- |
| 2021        | Valtteri Bottas           | Mercedes                  | Istanboel                 | Verslag                   |
| 2020        | Lewis Hamilton            | Mercedes                  | Istanboel                 | Verslag                   |
| 2019 - 2012 | Grand Prix niet verreden. | Grand Prix niet verreden. | Grand Prix niet verreden. | Grand Prix niet verreden. |
| 2011        | Sebastian Vettel          | Red Bull-Renault          | Istanboel                 | Verslag                   |
| 2010        | Lewis Hamilton            | McLaren-Mercedes          | Istanboel                 | Verslag                   |
| 2009        | Jenson Button             | Brawn-Mercedes            | Istanboel                 | Verslag                   |
| 2008        | Felipe Massa              | Ferrari                   | Istanboel                 | Verslag                   |
| 2007        | Felipe Massa              | Ferrari                   | Istanboel                 | Verslag                   |
| 2006        | Felipe Massa              | Ferrari                   | Istanboel                 | Verslag                   |
| 2005        | Kimi Räikkönen            | McLaren-Mercedes          | Istanboel                 | Verslag                   |

### Constructeurs
| Aantal | Team     | Jaren            |
| ------ | -------- | ---------------- |
| 3      | Ferrari  | 2006, 2007, 2008 |
| 2      | McLaren  | 2005, 2010       |
| 2      | Mercedes | 2020, 2021       |
| 1      | Red Bull | 2011             |
| 1      | Brawn    | 2009             |

2005 · 2006 · 2007 · 2008 · 2009 · 2010 · 2011 · 2020 · 2021